# 1917 Cuyo
1917 Cuyo eller 1968 AA är en asteroid i huvudbältet som upptäcktes den 1 januari 1968 av de båda argentinska astronomerna Carlos U. Cesco och A. G. Samuel vid Leoncito Astronomical Complex. Den har fått sitt namn efter Universidad Nacional de Cuyo (UNCuyo) i Mendoza, Argentina.
Asteroiden har en diameter på ungefär 5 kilometer och den tillhör asteroidgruppen Amor.